# Alexandre Koyré
Alexandre Koyré  est un philosophe et historien des sciences français d’origine russe, né Alexandre Vladimirovitch Koïra (en russe : Александр Владимирович Койра) le 29 août 1892 à Taganrog (Empire russe), et mort le 28 avril 1964 à Paris 5e.
Ses travaux d’épistémologie et d’histoire des sciences portent sur Galilée ainsi que sur la cosmologie aux XVIe et XVIIe siècles. Il voit dans la naissance de la physique moderne au XVIIe siècle une « révolution scientifique ». Cette expression est caractéristique de sa conception discontinue de l’histoire des sciences, qu’il partage avec Gaston Bachelard. Passer du « monde clos » de la cosmologie aristotélicienne à la théorie d’un « univers infini » de Descartes suppose ainsi une transformation radicale des bases métaphysiques sur lesquelles repose la physique. Il est en outre un des éditeurs des deux tomes des Philosophiae Naturalis Principia Mathematica d'Isaac Newton parus en 1971 et 1972 aux Harvard University Press.

## Biographie
Issu d'une famille de commerçants aisés russes d'origine juive, le jeune Alexandre Koïra est soupçonné, lors de la révolution russe de 1905, d'avoir participé à l'attentat contre le gouverneur de Rostov-sur-le-Don. Il est arrêté et emprisonné pendant quelques mois. Pendant son incarcération il découvre Edmund Husserl en lisant les Recherches logiques.
Contraint à l’exil à cause des accusations qui pèsent sur lui, Koïra quitte la Russie en 1908 pour Göttingen (Allemagne). Jusqu'en 1911, il y assiste aux cours du philosophe Husserl et du mathématicien David Hilbert, et suit les travaux du cercle de Göttingen. À la suite d'un désaccord avec Husserl sur sa thèse, il part s'installer à Paris en 1912 pour y étudier l’histoire de la philosophie. Il y suit les cours de Henri Bergson au Collège de France mais également ceux de Léon Brunschvicg, de André Lalande, de Victor Delbos et François Picavet.
Lors du déclenchement de la Première Guerre mondiale, il s'engage dans la Légion étrangère et en 1916, suivant un accord de coopération entre les gouvernements français et russe, il combat dans un régiment russe sur le front de l'Est. Au moment de la révolution russe, il sert comme informateur des services de renseignements français, qui finirent toutefois par craindre qu’il ne soit plus proche des Bolchéviques. En 1920 Alexandre Koyré, désormais citoyen français, revient avec sa famille à Paris où il prépare sa première thèse, soutenue en 1922. Il commence à enseigner à l'École pratique des hautes études (EPHE) où il remplace parfois Alexandre Kojève dans son séminaire sur Hegel.
En 1929, Koyré soutient sa thèse d'État et trois ans plus tard l'École pratique des hautes études crée pour lui une chaire intitulée « Histoire des idées religieuses dans l'Europe moderne », qu'il assurera jusqu'en 1962. De 1932 à 1941, il fait avec André Lalande et d'autres, de fréquents séjours à l'université du Caire où il introduit l'étude de l'histoire de la philosophie moderne en Égypte. Abd al-Rahman al-Badawi (1917-2002) sera son étudiant. Pendant cette période, il traduit Nicolas Copernic en 1934 et publie les Études galiléennes en 1939.
En 1941, alors qu'il est en Égypte, il rejoint la France libre puis va enseigner à la The New School for Social Research de New York. L'année suivante, il devient secrétaire général de l'École libre des hautes études et, revenu à Paris à la Libération, il publie Introduction à la lecture de Platon et partage, après-guerre, son temps entre l'EPHE et l'université Johns-Hopkins à Baltimore. Le Collège de France rejette sa candidature en 1950. La même année il publie la Philosophie russe, en 1955 ses travaux sur les mystiques, en 1957 Du monde clos à l'Univers infini et en 1961 La révolution astronomique.
Il meurt à Paris, le 29 avril 1964, et est inhumé au cimetière du Père Lachaise.
En 1965 ses Études newtoniennes sont publiées à titre posthume et depuis, plusieurs congrès lui ont été consacrés.

## Les grands traits de ses travaux
Koyré a commencé par s'intéresser à l'histoire des religions avant de devenir un philosophe de la science. De là découle ce qui constitue une part importante de son originalité : sa capacité  à lier les études sur la science moderne à l'histoire des religions et à la métaphysique. Koyré a beaucoup étudié Galilée, Platon, Descartes  et Isaac Newton. Son livre le plus célèbre demeure Du monde clos à l'univers infini, tiré des Noguchi Lectures données en 1953. Dans ce livre, il décrit l'apparition de la science moderne et le changement qui s'est produit dans la perception du monde durant la période qui va de Nicolas de Cues et Nicolas Copernic à Isaac Newton. À un tout fini, où la structure spatiale reflète une hiérarchie de valeurs, succède un univers infini sans hiérarchie naturelle uni seulement par l’identité des lois qui le régissent. « Pour ma part, écrit-il, j'ai essayé, dans mes Études Galiléennes, de définir les schémas structurels de l'ancienne et de la nouvelle conception du monde et de décrire les changements produits par la révolution du XVIIe siècle. Ceux-ci me semblent pouvoir être ramenés à deux éléments principaux, d'ailleurs étroitement liés entre eux, à savoir la destruction du Cosmos, et la géométrisation de l'espace, c'est-à-dire :
1. la destruction du monde conçu comme un tout fini et bien ordonné, dans lequel la structure spatiale incarnait une hiérarchie de valeur et de perfection, monde dans lequel « au-dessus » de la Terre lourde et opaque, centre de la région sublunaire du changement et de la corruption, s'« élevaient » les sphères célestes des astres impondérables, incorruptibles et lumineux…
2. le remplacement de la conception aristotélicienne de l'espace, ensemble différencié de lieux intramondains, par celle de l'espace de la géométrie euclidienne – extension homogène et nécessairement infinie – désormais considéré comme identique, en sa structure, avec l'espace réel de l'univers. Ce qui à son tour impliqua le rejet par la pensée scientifique de toutes considérations basées sur les notions de valeur, de perfection, de sens ou de fin, et finalement, la dévalorisation complète de l'Être, le divorce total entre le monde des valeurs et le monde des faits[7] ».

Koyré, assez proche sur ce point des dernières études d'Edmund Husserl, soutient que la science moderne a vaincu la dichotomie inhérente à la science aristotélicienne entre la Terre et l'Espace puisque tous deux sont désormais gouvernés par les mêmes lois. Mais une autre dichotomie a été créée entre le monde phénoménologique des hommes et le monde purement abstrait de la science mathématique. Un des buts de Koyré est de montrer que si le monde des hommes pouvait apparemment paraître si peu en prise avec la recherche scientifique moderne, cela ne correspondait pas à la réalité. Dans son œuvre, il montre comment les vérités scientifiques sont toujours découvertes en fonction d'une histoire spécifique et même de circonstances purement personnelles.
Koyré doutait de la pertinence de la revendication des scientifiques à prouver des vérités naturelles et fondamentales à travers leurs expérimentations. Il avançait que les expériences sont basées sur des prémisses complexes et que tout ce qu'elles tendaient à faire était de prouver le bien-fondé de celles-ci plutôt que de n'importe quelle vérité. Il critiquait les expériences de Galilée et pensait que certaines d'entre elles pourraient n'avoir pas eu lieu. Il se posait par ailleurs des questions sur leurs résultats. Pour Koyré, ce n'est pas la nature expérimentale ou empirique des travaux de Galilée et d'Isaac Newton qui firent la « révolution scientifique » du XVIIe siècle, mais un changement de perspective, une nouvelle vision théorique du monde. Koyré critiquait ce qu'il appelait la vision positiviste des sciences pour laquelle des relations entre des phénomènes permettraient d'établir des lois qui les décriraient ou mieux qui permettraient de les prédire. Pour Koyré, la science était d'abord théorie, aspiration à connaitre la vérité du monde et à faire apparaitre les structures essentielles d'où surgissent les phénomènes et les lois qui les relient.

## Postérité
Koyré a influencé des philosophes des sciences européens et américains importants, tels qu'Evry Schatzman, Thomas Kuhn et Paul Feyerabend.
Thomas Kuhn l'indique lui-même dans son ouvrage La Structure des révolutions scientifiques : « J'ai poursuivi en particulier l'étude des œuvres d'Alexandre Koyré [...]. M'ont particulièrement influencé : les Etudes galiléennes d'Alexandre Koyré (3 vol., Paris, 1939) ». Ce que Kuhn reprend à Koyré, c'est sa conception discontinuiste de l'histoire des sciences, en opposition à la conception continuiste du positivisme. L'histoire des sciences progresse par rupture et polémique, davantage que par accumulation et précision de connaissances déjà acquises. Le spécialiste de philosophie des sciences Anastasios Brenner note que « [les tenants du post-positivisme] rejettent le continuisme des positivistes logiques, tout comme Bachelard et Koyré rejetaient celui de leurs prédécesseurs. [...] Kuhn et ceux qui appartiennent au même mouvement de pensée explorent historiquement la possibilité de remanier les énoncés d'observation servant à contrôler les hypothèses scientifiques ».
Le psychanalyste et spécialiste de Lacan Jean-Claude Milner fait de nombreuses références à l'épistémologie d'Alexandre Koyré dans L'Œuvre claire. Lacan, la science, la philosophie (1995). La critique de l'empirisme par Koyré a eu une influence importante sur le post-modernisme.
Son nom a été donné au centre de recherches Alexandre-Koyré à Paris et à la médaille Alexandre-Koyré décernée par l'Académie internationale d'histoire des sciences.

## Critiques
L'approche d'Alexandre Koyré, ou celle des philosophes dont il s'est inspiré (comme Émile Meyerson), a été critiquée sous 2 angles.
Le premier met en cause son concept de « révolution scientifique », qui aurait changé aux XVIe et XVIIe siècles toute l'approche des sciences. Ernest Coumet cite le cœur de la pensée de Koyré :
« j'ai essayé dans mes « Études galiléennes », de définir les schémas structurels de l'ancienne et de la nouvelle conception du monde et décrire les changements produits par la révolution du XVIIe siècle. Ceux-ci me semblent pouvoir être ramenés à deux éléments principaux, d'ailleurs étroitement liés entre eux, à savoir la destruction du Cosmos [traditionnel], et la géométrisation de l'espace. »
Coumet critique cette vision dans son intervention au colloque Koyré de 1986, mettant en cause le caractère flou des deux notions (« destruction du Cosmos » et « géométrisation de l'espace »), qui ne sont pas clairement définies, et dont le rattachement à Copernic ou à Galilée n'est pas si évident. Les deux concepts sont pour Coumet une terminologie plus qu'une explication historique. L'approche de Koyré est perçue comme trop théorique, sans doute par attachement à l'idéalisme allemand (Hegel ou Husserl), qu'il a enseigné, et qui privilégie l'analyse des idées sur celle des faits.
La seconde critique est proche, et vise le rejet de l'empirisme par Koyré. Si pour l'empirisme, la base de toute connaissance est les faits, leur mesure et leur analyse, Koyré privilégie une approche de l'évolution des sciences par les concepts plus que par les découvertes concrètes. Les observations de Galilée via son télescope (phases de Vénus, observation des lunes de Jupiter, observation des tâches lunaires, des montagnes de la lune) sont minorées dans le rejet du modèle aristotélicien (qui n'était pas compatible avec elles). Pour ces critiques, ce sont au contraire ces observations qui ont fait sortir l'héliocentrisme copernicien de 1543 de son relatif anonymat. Jusqu'alors, ces idées étaient considérées comme spéculatives et manquant de poids. Ce sont donc bien les observations empiriques qui ont entrainé un changement de paradigme, plus que l'inverse.
Marco Panza (historien des sciences et directeur de recherche au CNRS) rappelle qu'une théorie ne peut s'expliquer, au-delà de ses concepts et de ses formules mathématiques, qu'à travers les contraintes factuelles qu'elle a dû résoudre pour exister et perdurer. L'empirisme ne peut donc pas être écarté d'une théorie de la connaissance comme le fait Koyré. Panza est même assez tranchant en déclarant : « j'ai naturellement lu les textes classiques de Koyré, mais plus je cherche à répondre à mes problèmes d'historien, moins il me semble que ces textes sont utiles ».
Dans « Médecine, philosophie et révolution scientifique », les deux autrices du texte donnent un exemple limité mais concret : les auteurs comme « A. Koyré, C. Singer ou encore H. Butterfield » ignorent globalement les progrès de la médecine au XVIIe siècle qui entrent mal dans leur modèle mécaniste, mathématique et théorique. La médecine est en effet très liée à des observations empiriques qui vont à l'encontre de leur théorie de la connaissance par les idées.

## Œuvres
- 1922 : Essai sur l'idée de Dieu et les preuves de son existence chez Descartes. Paris, Ernest Leroux (Bibliothèque de l'École pratique des hautes études).
- 1923 : L'idée de Dieu dans la philosophie de saint Anselme. Paris, Ernest Leroux.
- 1929 : La philosophie de Jacob Boehme. Étude sur les origines de la métaphysique allemande; 3e éd. Paris : Librairie philosophique J. Vrin, 1979. (Bibliothèque d'histoire de la philosophie). xvii-526p.  (ISBN 2-7116-0445-4).
- 1929 : La philosophie et le problème national en Russie au début du XIXe s., Paris, Librairie Honoré Champion. Réimp. Paris, Gallimard, coll. "Idées" 1976.
- 1938 : Trois leçons sur Descartes. Le Caire, Editions de l'Université du Caire.
- 1939 : Études galiléennes. Paris : Hermann. 3 volumes 1: A l'aube de la Science Classique. 2: La loi de la chute des corps. Descartes et Galilée. 3: Galilée et la loi d'inertie
- 1943 : Réflexions sur le mensonge[17] (repris par les éditions Allia, 1996, 53 p.)
- 1944 : Entretiens sur Descartes. New York, Brentano's.
- 1945 : Introduction à la lecture de Platon, Gallimard, 1964
- 1945 : La cinquième colonne, Paris, Allia, 1997, 56 p. (ISBN 2-911188-24-1)
- 1947 : Louis de Bonald, in Les Doctrines politiques modernes, introduction par Boris Mirkine-Guetzevich, New York, Brentano's, pp. 221–244.
- 1947 : Épiménide le Menteur. Ensemble et Catégorie. Paris, Hermann & Cie.
- 1950 : Études sur l’histoire de la pensée philosophique en Russie, Paris, Librairie philosophique J. Vrin
- 1955: Mystiques, spirituels, alchimistes du XVIe siècle allemand : Schwenckfeld, Séb. Franck, Weigel, Paracelse, avant-propos de Lucien Febvre, Paris, Librairie Armand Colin (Cahiers des Annales). Réimpr. Paris, Gallimard, 1971. (Bibliothèque des idées ; 233). 184p.  (ISBN 2-07-035233-1).
- 1957 : From the Closed World to the Infinite Universe, Baltimore, The Johns Hopkins University Press. [Traduction française : Du monde clos à l’univers infini, trad. Raïssa Tarr, Paris, Presses universitaires de France, 1962. Réimpr. Paris, Gallimard, coll. « Tel », n° 129, 1988, 350p.  (ISBN 2-07-071278-8)].
- 1961 : La Révolution astronomique : Copernic, Kepler, Borelli, Paris: Hermann, 525 p. (Histoire de la pensée, 3).
- 1961 : Études d’histoire de la pensée philosophique. Paris, Armand Colin (Bibliothèque des Annales). Rééd. : Paris, Gallimard ; 3e éd. par Gallimard dans la coll. « Tel », 57, 1990, 364 p.  (ISBN 2-07-023981-0).
- 1962 : Introduction à la lecture de Platon, suivi de Entretiens sur Descartes, Paris, Gallimard, 231 p. (Les Essais, 107).
- 1965 : Newtonian Studies, London, Chapman & Hall. [Trad. française d'A. Koyré, Georgette Vignaux et Jacques Tallec, Études newtoniennes. Paris, Gallimard, 1968. Réimp. 1991. (Bibliothèque des idées). 353p.  (ISBN 2-07-027142-0).
- 1966 : Études d’histoire de la pensée scientifique, Paris, Presses universitaires de France. Réimpr. Paris, Gallimard; 3e éd. : 1985. (Tel ; 92). 412p.  (ISBN 2-07-070335-5).
- 1971 : Mystiques, spirituels, alchimistes du XVIe siècle allemand, Paris, Gallimard, coll. Idées (quatre articles des années 1922 à 1933, sur Caspar Schwenckfeld, Sébastien Franck, Paracelse et Valentin Weigel).
- 1973 : Chute des corps et mouvement de la terre de Kepler à Newton. Histoire et documents d'un problème. Paris : J. Vrin, (L'histoire des sciences. Textes et études). 220p.  (ISBN 2-7116-0446-2).
- 1986 : De la mystique à la science : cours, conférences et documents. 1922-1962, édités par Pietro Redondi, Paris, Editions de l'Ecole des Hautes Etudes en Sciences Sociales. XXVII, 227 p. (Histoire des sciences et des techniques, 2).
- 1993 : Paracelse, Paris, Allia, 1997 (rééd. 2011), 104 p. (ISBN 2-911188-35-7)

### Textes édités
- Anselme (saint), Fidens quaerens intellectus ; trad. Alexandre Koyré. Paris, J. Vrin, 1930 ; réimpression 1992. (Bibliothèque des textes philosophiques).  (ISBN 2-7116-0673-2).
- Copernic (Nicolas), Des révolutions des orbes célestes ; trad. par Alexandre Koyré <du livre I, chapitres 1-11>. Paris, Librairie Félix Alcan, 1934. Réimpr. A. Blanchard, 1970 ; rééd. Paris, Diderot, 1998. (Pergame).  (ISBN 2-84352-086-X).
- Spinoza (Baruch), Traité de la réforme de l'entendement ; trad. Alexandre Koyré. Paris, J. Vrin, 1936 ; réimpression 1990. (Bibliothèque des textes philosophiques).  (ISBN 2-7116-0687-2).
- Newton (Isaac), Isaac Newton's Philosophiae naturalis principia mathematica / assembled and ed. by Alexandre Koyré and Isaac Bernard Cohen, with the assistance of Anne Whitman.
  - Volume 1, Text. Cambridge [USA] : Harvard University Press, 1972. xl-547p.  (ISBN 0-674-66475-2).
  - Volume 2, Introduction to Newton's Principia. Cambridge [USA] : Harvard University Press, 1971 ; rééd. 1978.  (ISBN 0-674-46193-2).